# Kamelkopf

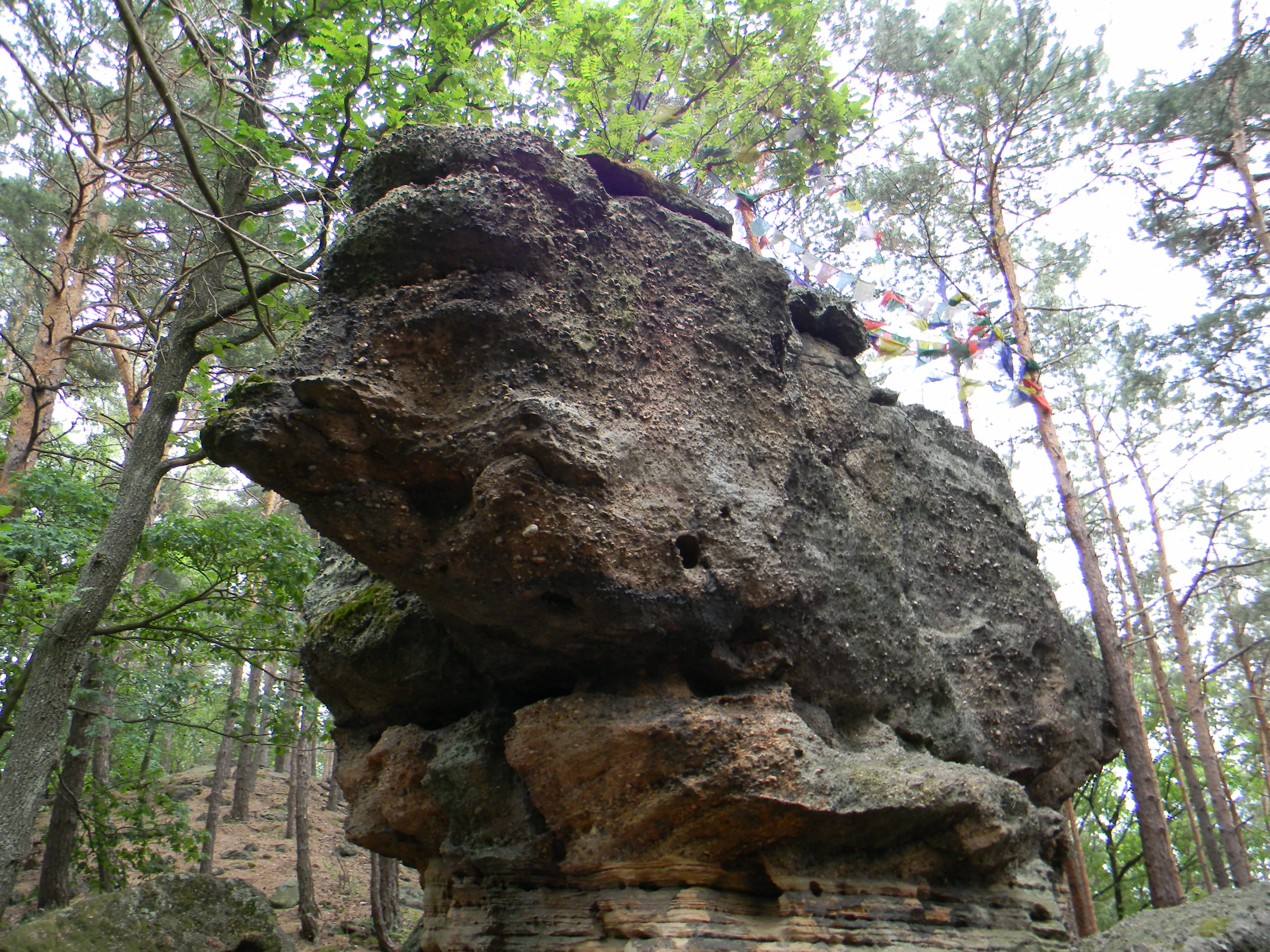
Der Kamelkopf bei Altleiningen

Der Kamelkopf bei Altleiningen ist ein Fels aus Buntsandstein. Er befindet sich umringt von kleineren Felsen als Teil der Kupferbergfelsen in einer Höhe von 375 m ü. NN auf dem Kupferberg im Pfälzerwald. Die Kupferbergfelsen sind als Naturdenkmal auf dem Gemeindegebiet von Bobenheim am Berg ausgewiesen. Namensgebend für den etwa sechs Meter hohen Felsen ist die auffällige nach Nordosten weisende Kamelkopf-Form. Die in zahlreiche Schichten gegliederte Formation enthält die für den Unteren Buntsandstein typischen kieseligen Quarz-Einschlüsse. Wanderer erreichen den Kamelkopf vom Wanderparkplatz Langental [] an der Kreisstraße K31 bei Höningen aus in einer halben Stunde. Für den Zugang von der Weisenheimer Hütte [] des Pfälzerwald-Vereins am Ungeheuersee benötigt man etwa eine Stunde.